# Bangladesh Cricket League One-Day 2023/24
Die Bangladesh Cricket League One-Day 2023/24 ist die dritte Ausgabe des bangladeschischen List-A-Cricket-Wettbewerbes.

## Format
Am Wettbewerb nehmen vier Mannschaften teil, die in einer Gruppe jeder gegen jeden einmal spielt. Für einen Sieg erhält ein Team 2 Punkte, für ein Unentschieden, No Result oder Absage – einen Punkt. Die beiden Gruppenbesten spielen in dem Finale um den Titel.

## Resultate
Tabelle
|              | Sp. | S | N | NR | P | NRR    |
| ------------ | --- | - | - | -- | - | ------ |
| East Zone    | 3   | 2 | 1 | 0  | 4 | +0.704 |
| North Zone   | 3   | 2 | 1 | 0  | 4 | +0.661 |
| Central Zone | 3   | 2 | 1 | 0  | 4 | −0.692 |
| South Zone   | 3   | 0 | 3 | 0  | 0 | −0.499 |

Spiele
| 24. Dezember Scorecard | Cox’s Bazar | Central Zone 288-7 (50)                       | – | East Zone 257-9 (47) |
|                        |             | Central Zone gewinnt mit 23 Runs (D/L method) |   |                      |

| 24. Dezember Scorecard | Cox’s Bazar | South Zone 305-5 (50)            | – | North Zone 306-4 (48.3) |
|                        |             | North Zone gewinnt mit 6 Wickets |   |                         |

| 26. Dezember Scorecard | Cox’s Bazar | South Zone 163 (48.2)              | – | Central Zone 167-6 (49.2) |
|                        |             | Central Zone gewinnt mit 4 Wickets |   |                           |

| 26. Dezember Scorecard | Cox’s Bazar | East Zone 279 (49.2)          | – | North Zone 217 (40.5) |
|                        |             | East Zone gewinnt mit 62 Runs |   |                       |

| 28. Dezember Scorecard | Cox’s Bazar | Central Zone 201 (48.1)          | – | North Zone 203-2 (24.4) |
|                        |             | North Zone gewinnt mit 8 Wickets |   |                         |

| 28. Dezember Scorecard | Cox’s Bazar | South Zone 207 (41.3)           | – | East Zone 211-3 (39) |
|                        |             | East Zone gewinnt mit 7 Wickets |   |                      |

Finale
| 30. Dezember Scorecard | Dhaka | East Zone 275-6 (50)             | – | North Zone 276-6 (43.4) |
|                        |       | North Zone gewinnt mit 4 Wickets |   |                         |